# Ilia Tschawtschawadse

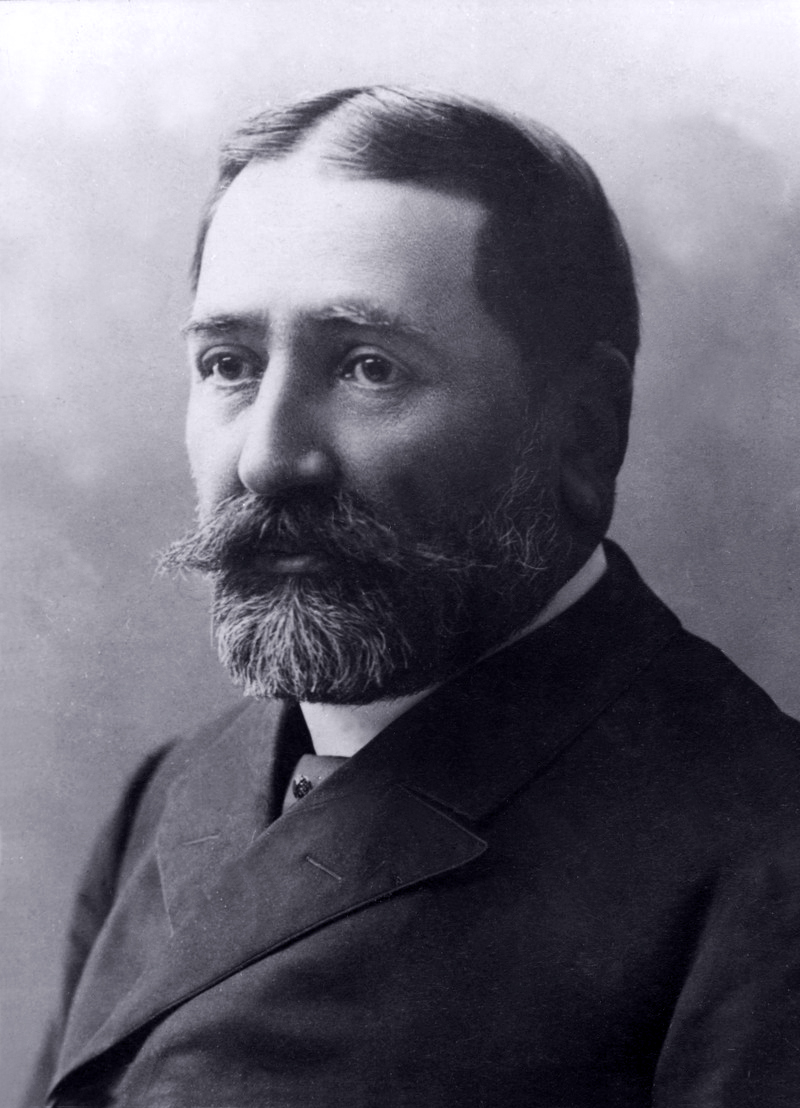
Ilia Tschawtschawadse

Fürst Ilia Tschawtschawadse (georgisch ილია ჭავჭავაძე; * 27. Oktober 1837 in Kwareli, Gouvernement Georgien, Russisches Kaiserreich; † 30. August 1907 in Zizamuri bei Mzcheta) war ein georgischer Dichter, Dramaturg und Journalist. Er war eine der Leitfiguren der georgischen Nationalbewegung.

## Leben
Er war Sohn des Fürsten Grigol Tschawtschawadse und von Mariam Beburischwili. Die Familie war verarmt. Seine Mutter starb, als er zehn Jahre alt war, der Vater fünf Jahre später. Er wuchs bei seiner Tante Makrine Tschawtschawadse-Eristawi auf. 1857 legte er am 1. Klassischen Gymnasium in Tiflis das Abitur ab. Bis 1861 studierte er Rechtswissenschaft an der Universität Sankt Petersburg, wurde wegen Teilnahme an demokratischen Studentenprotesten relegiert.
Zurück in Georgien teilte er seinen ererbten Grundbesitz unter den Leibeigenen auf, wurde 1868 Friedensrichter in Duscheti. 1873 zog er nach Tiflis. Von 1874 bis zu seinem Tode war er Direktor der Adelsbank in Tiflis.

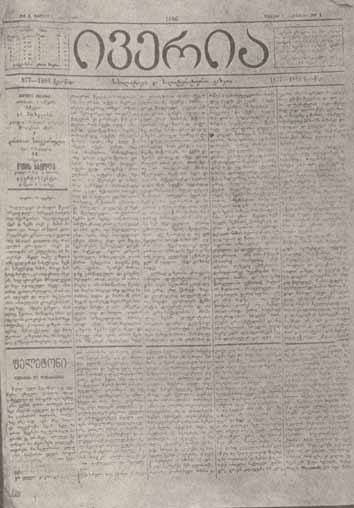
Die von Tschawtschawadse 1877 gegründete Zeitung Iweria

1863 gründete Tschawtschawadse die politische Zeitschrift Sakartvelos Moambe und wurde ihr Chefredakteur. 1877 gründete und leitete er eine neue Zeitschrift: Iweria. Sie wurde später unter seiner Leitung zur Tageszeitung. 1906 wurde er in die russische Staatsduma gewählt, wo er sich für die Abschaffung der Todesstrafe einsetzte.
Tschawtschawadse begründete den realistischen Sittenroman in Georgien, schrieb Erzählungen und Gedichte, darunter Der Einsiedler, Ist der Mensch ein Mensch? (1859), Mutter und Sohn (1860), Der Räuber Kako (1860) und Otars Witwe (1887). Er übersetzte zugleich englischsprachige Literatur ins Georgische. Viele seiner Werke wurden auf Französisch, Englisch, Deutsch, Russisch, Polnisch und Ukrainisch verlegt.
Gemeinsam mit Akaki Zereteli war Tschawtschawadse Mitglied der liberalen und sozialreformerischen Schriftstellervereinigung Tergdaleuni. Er zählte zu den Gründern vieler Kultur- und Bildungseinrichtungen in Georgien. Dazu gehörten die Gesellschaft zur Verbreitung der Lese- und Schreibkunde unter den Georgiern, die Bank des Adels, die Schauspiel-Gesellschaft, die Historisch-Ethnografische Gesellschaft Georgiens.
1907 wurde Tschawtschawadse von sechs Banditen auf einer Reise an der Zizamuri-Schlucht ermordet. Es gilt heute als sicher, dass es sich dabei um ein politisches Attentat handelte. Umstritten ist, ob georgische Kommunisten dahintersteckten, deren politisches Konzept Tschawtschawadse kurz vor seinem Tod scharf angegriffen hatte, oder die zaristische Geheimpolizei Ochrana. Er wurde unter großer öffentlicher Anteilnahme auf dem heutigen Pantheon am Berg Mtazminda in Tiflis beigesetzt. Seine Grabplatte ziert ein Relief aus der Werkstatt Auguste Rodins.
Tschawtschawadse war seit 1863 mit Olga Guramischwili (1842–1927) verheiratet.

## Auszeichnungen
Im Juli 1987 wurde er von der Georgischen Orthodoxen Apostelkirche heiliggesprochen und erhielt den Ehrennamen Ilia der Rechtschaffene. Die Nationalbibliothek des georgischen Parlaments und die Staatliche Ilia-Universität in Tiflis tragen seinen Namen. Sein Porträt ist auf der Vorderseite des georgischen 20-Lari-Geldscheins abgebildet.

## Werke

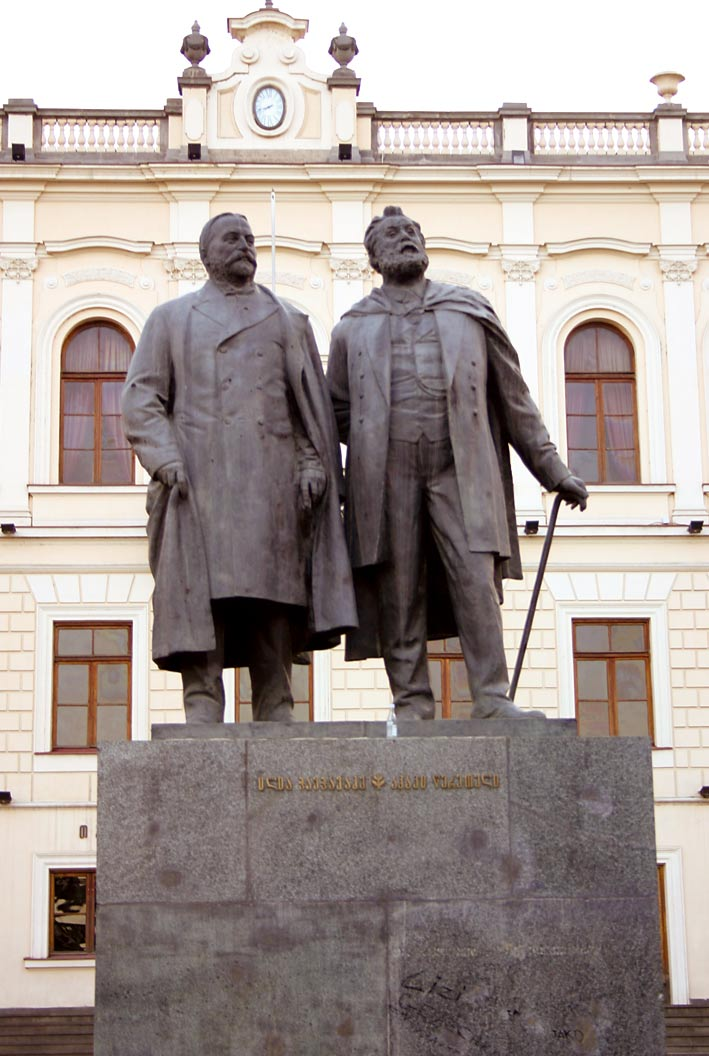
Denkmal Tschawtschawadses (links) und Akaki Zereteli, Tiflis

- Ilia Tschawtschawadze: Die vertauschte Braut. Erzählung. LKG, Leipzig 1995, ISBN 3-376-05020-1.
- Ilia Tschawtschawadze: leqsebi – Gedichte. Merani, Tbilisi 1987
- Ilia Chavchavadze: The Hermit. translated from the Georgian by Marjory Wardrop. London 1895

- Arthur Leist (Hrsg.): Georgische Dichter. Dresden/Leipzig 1887 (Gedichte von Ilja Tschawtschawadse und anderen georgischen Dichtern)